# Gaggi
Gaggi (Kàggi in siciliano) è un comune italiano di 3 089 abitanti della città metropolitana di Messina in Sicilia. Il nome ufficiale del comune era, fino al 1939, Kaggi.
È situato a circa 160 chilometri ad est di Palermo e circa 45 chilometri a sud-ovest di Messina e a 8 chilometri lungo il braccio di strada provinciale, Giardini-Francavilla. Se ne parla per la prima volta in un diploma del Conte Ruggero del 1017. Fu uno dei tre sobborghi strappati a Taormina tra il 1583 e il 1653, per l'esattezza fu acquistato nel 1639.

## Origini del nome
Esistono alcune ipotesi sull'etimologia del nome originario di Gaggi, Kaggi. Difatti, fondandosi su un'analisi linguistica e filologica del vocabolo, secondo una tradizione che sembra prevalere i fonda sul Saggio di etimologie siciliane di Giuseppe Gioeni, edito a Palermo nel 1885, Kaggi sarebbe una contrazione del termine arabo kaligi, che significherebbe "rivolo d'acqua" o "torrentello": da qui fatti Ga(li)ggi e quindi Gaggi. A dare conforto a questa tesi, ma spostandone lievemente l'etimologia, lo storico messinese Domenico Puzzollo Sigillo, che nei primi anni del Novecento in un lessico toponomastico riguardante la Sicilia sostiene che Gaggi derivi dall'arabo karigi, che significa "canale d'acqua". Come è evidente si tratta di ipotesi che tentano di legare il nome alla all'ubicazione del paese nella valle dell'Alcantara, ricca d'acqua.
Altre notizie sull'etimologia non se ne hanno. Sfogliando infatti il Vocabolario siciliano etimologico, in italiano e latino, dell'abate Francesco Pasqualino, pubblicato a Palermo dalla Stamperia Reale nel decennio 1785-1795, al secondo tomo troviamo che alla parola Gaggi viene rilevato, in un sol rigo, che si tratta di «villa nella terra di Taormina», e indica come fonte l'abate benedettino Francesco Maurolico (1494-1575), autore del Sicanicarum rerum compendium, e il padre della moderna storiografia siciliana, il domenicano Tommaso Fazello (1498-1570), i primi scrittori siciliani di storia della Sicilia, che danno il nome latino di Gaggus. Questo nome latino, che contrasto con ipotesi araba del termine Kaggi, ritornerà nell'opera di Vito Maria Amico. Un documento storico del tutto eccezionale della seconda metà dell'800 tuttavia sposta ancora l'interpretazione su altri significati, rafforzando in modo definitivo l'etimologia nell'ambito della lingua araba, ma questa volta svincolandosi dal tentativo di giustificare presenza dell'acqua con l'etimo del nome.

## Storia

### Fondazione
La storia di Gaggi inizia dalle difficoltà finanziarie della monarchia spagnola, fa parte di un processo di colonizzazione dell'entroterra che infatti interessò la Sicilia nel '600, e che in particolare, vide la città demaniale di Taormina essere alienata dai suoi casali, tra cui appunto Gaggi, Mongiuffi e Melia, della quale vendita fu interessato un agiato personaggio messinese, che attuò la sua ascesa sociale mediante le sue ingenti somme di denaro.
Quest'uomo rispondeva al nome di Giuseppe Barrile, che nell'anno 1639 acquistò al prezzo di 24000 fiorini, dalla Regia Corte, le terre di Gaggi, Mongiuffi e Melia, sobborghi un tempo di Taormina, la quale a sua volta fu alienata dal regio patrimonio e venduta col titolo di Marchesato alla somma di 45600 fiorini. I Barrile, scrive Antonio Mango di Casalgeraldo, nei suoi due volumi Nobiliario di Sicilia, editi a Palermo tra il 1912 e il 1915, sono "una Nobile famiglia originaria di Napoli ove fu decorata dei titoli di duca di Caivano, barone di San Arcangelo ecc., che ha goduto di nobiltà in Messina dal secolo XVI al XVIII, in Caltanissetta ed in Palermo. Un tale Giuseppe Barrile venne, con privilegio dato il 4 febbraio 1963 esecutoriato a 7 maggio dello stesso anno, decorato del titolo di marchese della terra di Kaggi e Mongiuffi".
Il marchese vendette, il 9 luglio 1650, agli atti del notaio Antonino De Mari di Messina, lo Stato di Kaggi col titolo di Barone, giurisdizione civile e criminale, mero e misto impero ad Alonso Agraz, già Reggente del Supremo Consiglio d'Italia ed allora presidente del Tribunale del Regio Patrimonio. Intervenne nell'atto Giovanni Maria Barrile, allora suo primogenito e giudice della Corte Straticoziale di Messina e come donatario del padre; questi approvò e ratificò la vendita suddetta. Detto Alonso sposò donna Angela Spucches, figlia di Marco e di Antonia da Taormina. Egli morì a Palermo il 19 luglio del 1659, a 64 anni (Parrocchia Santa Croce). La moglie morì l'8 gennaio del 1669, esattamente 10 anni dopo il marito (Parrocchia suddetta). Furono Marchesi di Unia.

### Simboli
Nello stemma d'argento è rappresentata una fortezza araba sormontata da un leone rampante coronato. Il gonfalone è un drappo di bianco.

## Monumenti e luoghi d'interesse

### Architettura religiosa

#### Chiesa Madre di Maria Santissima Annunziata
La costruzione della Chiesa è da datare al periodo del baronato di Biagio Spucches Corvaja che acquistò lo stato di Kaggi, in seguito alla baronia del Marchese Pallavicino, stipulando un atto dal Not. Pancrazio Cottone di Taormina il 10 settembre 1708, iniziando quel percorso che gli ha consentito di assumere la sua prima fisionomia. Questa volta con i De Spucches, già insediati in precedenza a Kaggi da soli, imparentati con i Corvaja. La famiglia De Spucches era originaria dalla Spagna e vantava le stesse origini del Gran Maestro dell'ordine di Malta Raimondo de Spucches di Majorca. Indubbiamente il suo rappresentante più illustre fu quel Biagio de Spucches e Corvaia. Egli fu giudice della corte pretoriana di Palermo nel 1695-1696; giudice della Regia Udienza di Messina nel 1607; giudice della Gran Corte Civile negli anni 1706-1707, 1710-1711; maestro razionale giurisperito del Real Patrimonio, presidente del supremo magistrato del commercio, presidente del Concistoro nel 1737 e del Tribunale del R. Patrimonio nel 1743; acquistò lo Stato di Kaggi col titolo di barone e col mero e misto imperio e mori in Palermo senza figli il 4 settembre 1748. Gaggi deve considerare Biagio tra i suoi padri ideali fondatori, dato che a lui si deve la costruzione della Chiesa Maria S.S. Annunziata nonché a quella parte storica del paese denominata Cavallaro

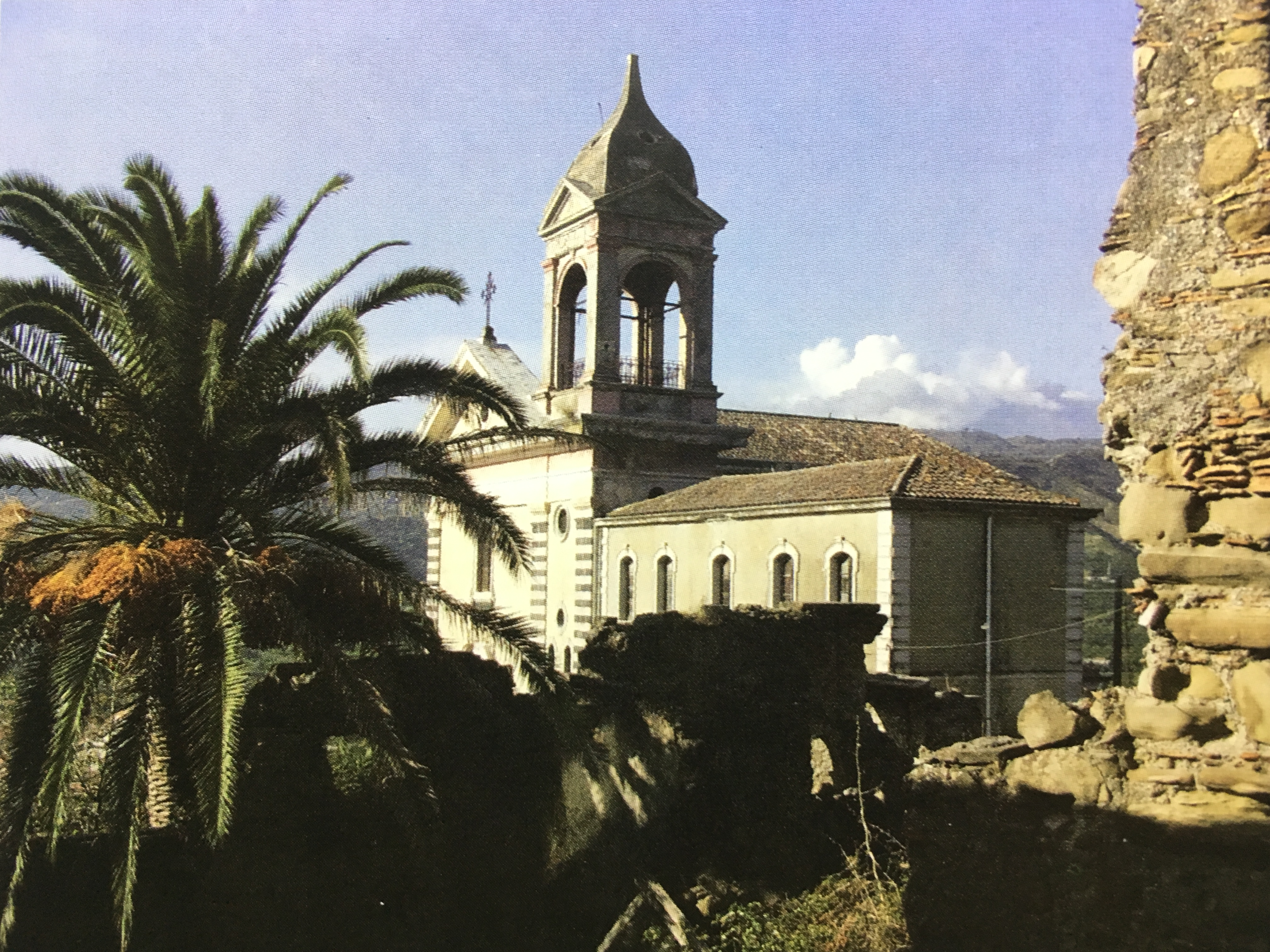
Chiesa di Santa Maria Annunziata

#### Chiesa di San Sebastiano
Il culto si San Sebastiano è molto diffuso nella Sicilia orientale come per esempio ad Acireale o a Tortorici, dove la tradizione vuole che la protezione al Santo fosse stata invocata in conseguenza del diluvio del 1682 A Gaggi in particolare, dove è stata eretta una chiesa dedicata al Martire nel 1576, la devozione verso il Santo dovrebbe essere nata per influsso di Taormina. Gioacchino Di Marzo, sulla base delle informazioni che riceve, stabilisce un saldo legame tra Gaggi e il suo santo, indicando anche la statua che rappresenta il bene artistico del paese: "Nella Chiesa di San Sebastiano conservasi una statua di creta del Santo, e di buono lavoro, e si è in questi nostri tempi compita altra Chiesa sotto il titolo di Santa Maria degli Angeli. Nella storia ecclesiastica di Taormina, l'evento che spinge i cittadini a impetrare la protezione del santo martire è dovuta alla peste, come accadrà nei primi anni del Seicento a Palermo con Santa Rosalia. "L'anno 1486, trovandosi la Sicilia travagliata dalla peste, i Taorminesi ond'essere liberati da questa generale calamità implorarono il patrocinio di San Sebastiano, ed avendo pe' meriti e per le preghiere di questo Santo conseguito la divina misericordia, innalzarono in onore di lui una Chiesa". A rendere interessante è anche la successiva notizia: "Nell'anno poi 1530, affinché il culto verso Dio, e la devozione verso il protettore S. Sebastiano sempre più si accrescesse, i Magistrati e tutta la cittadinanza concessero la detta Chiesa (convento de' PP Eremiti della regola di Sant'Agostino) coi suoi beni, e con le sue rendite ai Padri dell'Ordine degli Eremiti di S Agostino, annuendo e confermando la donazione il Vicere D. Ettore Pignatelli e l'Arcivescovo di Messina Antonio de Lignamine". Quindi ancora mezzo secolo dopo l'evento della peste il culto verso il Santo si rafforza non solo attraverso la devozione popolare, ma mediante una precisa strategia delle autorità civili e religiose. È probabile che questa azione di promozione del pietà popolare verso il santo si estendesse nelle "ville" e terre della città, per cui abbiamo, appunto, l'erezione della chiesa a Gaggi nel 1576, pochi decenni dopo la concessione dei Magistrati di Taormina della Chiesa degli Agostiniani.

### Borgo Cavallaro
L’antico Borgo Cavallaro si trova a soli 300 metri in direzione Nord-Est di piazza Vittorio Emanuele II ed è caratterizzato da vicoletti e stradine tipiche di stile arabo. Anche le casette, tutte ad un piano ed addossate una sull'altra, ricordano i quartieri medioevali di caratteristica impronta arabeggiante.
Il borgo, dalle dimensioni davvero piccole, ospita la Chiesa Madre Santa Maria SS. Annunziata, sita al numero 3 di via Principe Galati. Essa rappresenta, fin dall'antichità, il luogo di culto più importante del comune. La struttura si presenta con mura possenti che le donano maestosità. Essa fu chiusa al culto per alcuni anni a causa delle condizioni disastrose degli interni, ma nel novembre 1999 fu riaperta a seguito di una ristrutturazione. Il reperimento delle risorse economiche per manutenzioni ordinarie e straordinarie non era facile, ma fu possibile grazie alle offerte dei cittadini. La chiesa è tuttora utilizzata dai fedeli soprattutto per le celebrazioni più importanti.
La facciata della Chiesa è incorniciata da lesene che contrastano la pietra lavica ad marmo rosa di Taormina. La struttura è affiancata da un campanile in cui nella parte più alta si notano timpani e trifogli nei quattro lati ed un cupolino a bulbo che alleggerisce il prospetto. Ai piedi dell’ingresso troviamo la tomba di don Giovanni Battista, discendente di don Biagio.

#### Vecchio Carcere
Altro sito di interesse della frazione Cavallaro è il Vecchio Carcere risalente probabilmente al XV secolo.
Esso è caratterizzato da una scala in tenaglia costruita interamente con la pietra lavica. Questa pietra era facilmente reperibile nel territorio di Gaggi per la vicinanza con il vulcano Etna; l’utilizzo della stessa fa dedurre la volontà a voler costruire un carcere degno di nota, perché altrimenti avrebbero potuto utilizzare l’arenaria che si poteva reperire direttamente in loco e ad un prezzo minore. Alla fine della scalinata si giunge al piano superiore, oggi inesistente perché crollato nel corso degli anni. L’interno è caratterizzato da mattoni cotti rossi infilati tra le pietre, tipico dello stile romano. L’esterno è caratterizzato da bellissime finestre, anche esse in pietra lavica.

#### Palazzo del Marchese di Schisò
Di fronte al carcere, spicca il Palazzo del Marchese di Schisò. La struttura si presenta rudimentale, infatti a parte qualche decorazione in pietra lavica, come i cornicioni delle porte-finestre, sembrerebbe una casetta in campagna più che un palazzo baronale. L’edificazione della struttura risale al XVI secolo ed è affiancato dal magazzino del Marchese.

#### Dammusi
Tra la Chiesa Madre Santa Maria SS. Annunziata, il Palazzo del Marchese di Schisò ed il Vecchio Carcere vi sono i Dammusi, ovvero dei passaggi sotterranei realizzati per la fuga dei nobili e che collegano i tre siti principali del paese con le sponde del fiume Alcantara.

## Società

### Evoluzione demografica
Abitanti censiti

## Amministrazione
Di seguito è presentata una tabella relativa alle amministrazioni che si sono succedute in questo comune.
| Periodo          | Periodo        | Primo cittadino   | Partito                                                        | Carica  | Note   |
| ---------------- | -------------- | ----------------- | -------------------------------------------------------------- | ------- | ------ |
| 14 giugno 1988   | 10 aprile 1992 | Salvatore Pagano  | Partito Democratico della Sinistra, Partito Comunista Italiano | Sindaco | [ 10 ] |
| 8 giugno 1993    | 28 agosto 1996 | Salvatore Pagano  | Partito Democratico della Sinistra                             | Sindaco | [ 10 ] |
| 1º dicembre 1997 | 28 maggio 2002 | Salvatore Ieni    | lista civica                                                   | Sindaco | [ 10 ] |
| 28 maggio 2002   | 15 maggio 2007 | Gilda Correnti    | lista civica                                                   | Sindaco | [ 10 ] |
| 15 maggio 2007   | 8 maggio 2012  | Francesco Tadduni | lista civica                                                   | Sindaco | [ 10 ] |
| 8 maggio 2012    | 9 giugno 2017  | Francesco Tadduni |                                                                | Sindaco | [ 10 ] |
| 9 giugno 2017    | in carica      | Giuseppe Cundari  | lista civica "Insieme per Gaggi"                               | Sindaco | [ 10 ] |

### Altre informazioni amministrative
Il comune di Gaggi fa parte delle seguenti organizzazioni sovracomunali: regione agraria n.10 (Colline litoranee di Taormina).